# Віктор Шин
Віктор Шин (15 серпня 1993 р., Казахстан ) - чеський репер з Казахстану.

## Кар'єра
Віктор Шин розпочав свою кар'єру як член кладно-реп-групи Crap Crew (Time, Smith, Sheen, Ensí Nyk), до якої він приєднався у 2009 році. Він вийшов на їх 3-му мікстейпі з 2010 року, а до цього в кількох синглах, таких як "Zrcadla", "Drsný sever" або "Velrybí dick". Першим його повноцінним проектом став дебютний мікстейп Under the Surface в 2010 році, за ним пішли мікстепи Sector 5 та Winning, де був представлений хіт "Kush with her", завдяки якому Шин залучив увагу більшої кількості слухачів. Однак до мікшету Winning він був членом групи Da Staffers (DSTFRS), в якій також були присутні Чех та Угі. Тоді вони записали EP Vlci, який вийшов у 2013 році під лейблом PVP (відомий як Blakkwood Records з 2014 року). Група також готувала дебютний альбом з робочою назвою Obscuro, але врешті-решт цього не сталося через розпад групи. У 2014 році він випустив Level Up EP, над яким співпрацював з іншими колегами з лейблів, такими як Ренн Данг, Шарлота та інші. Тоді ж ім'я було змінено з Чарльза Шина на більш цивільного Віктора Шина. Це коригування було зроблено тому, що Шин хотів, щоб люди називали його справжнім іменем.

Він співпрацював з вищезгаданим Ренном Дангом, і тому в 2015 році вийшов їх спільний проект Projekt Asia, який став першим повноцінним альбомом для них обох. Назва альбому походить від походження обох виконавців, у Шина предки у Казахстані та Данга у В'єтнамі. Це було дуже добре прийнято як критиками, так і шанувальниками. Титульний сингл "Миттєві суки 2(Instantní čubky 2)" набрав на YouTube понад 10 мільйоні переглядів.

У 2016 році Віктор Шин випустив мікс-стрічку NSD (На вогні ліворуч(Na světlech doleva)), яка вже демонструвала свою музичну зрілість. 13 лютого 2017 року він оголосив, що більше не є членом лейбла Blakkwood і став незалежним. У цьому ж році він випустив дебютний альбом Jungler, над яким співпрацював з Робіном Зоотом, Ізомандіасом та Джиксоном. Завдяки хітам "Vata", "Tchibo" або "Nescafé", які перевищили 5 мільйонів переглядів на платформі YouTube, він мав великий успіх і катапультував автора на вершину вітчизняної реп-сцени.

У 2018 році відбулася довгоочікувана співпраця з колегою Джиксоном, з яким вони підготували альбом «Грааль». В альбомі взяли участь гості з групи Milion +, такі як Ізомандіас, Каміль Хоффманн, Робін Зут, Хасан або Нік Тендо, з якими Шин зблизився після відходу з Blakkwood. У 2019 році вийшов альбом Černobílej svět, на якому, як і в альбомах Grál та Jungler, ми також можемо почути російську, його рідну мову. Над альбомом співпрацювали такі відомі імена з чехословацької реп-сцени, як Нік Тендо, Ізомандіас, Карло, Хасан, Калін. Альбом мав великий успіх із хітом "Up to the Moon", а також отримав платинову нагороду. Цим альбомом Шин також був номінований на нагороду Angel Awards за альбом року в категорії реп. У жовтні 2020 року вийшов третій студійний альбом "Кольори", який є безкоштовним продовженням попереднього альбому. Він часто згадує свою дочку Вікторію в альбомі «Кольори».

## Дискографія

### Viktor Sheen – Pod povrchem (Mixtape; 2010)
1. Intro
2. Jdu tmou
3. Hlasy
4. Jsem blázen
5. Raman (Remix)
6. Skit
7. Nebudu mlčet
8. Neptej se
9. Lži mi (feat. Time)
10. Pouštím rap
11. Skit II (feat. Time)
12. Nazdar
13. Jsi píča (feat. Crap Crew)

### Viktor Sheen – Sektor 5 (Mixtape; 2012)[editovat | editovat zdroj]
1. Intro
2. Noční
3. Sektor 5
4. Wolf
5. Samotář
6. Rána
7. Přechod
8. Chceme víc
9. Bright light
10. Jestli nebudu bohatej, budu v prdeli
11. Hehe

### Viktor Sheen – Winning (Mixtape; 2013)[editovat | editovat zdroj]
1. Intro
2. Strach
3. Winning
4. Mjuzik
5. Hehe 2
6. Ejsep
7. Kush s ní
8. Nejsem zdejší
9. Watch This
10. Flyin'
11. Neřešit shit
12. Hele Sheen
13. Přestaň psát
14. Cool
15. Outro

### Viktor Sheen – Level Up (EP; 2014)[editovat | editovat zdroj]
1. Level Up
2. Jenom já
3. Fastlife
4. Rave
5. Roky
6. Stripclub
7. Klid
8. A co dál

### Viktor Sheen & Renne Dang – Projekt Asia (Album; 2015)[editovat | editovat zdroj]
1. Intro
2. Prach
3. Žijem zejtra
4. Champagne Kisses (feat. Jimmy Dickson)
5. Stereotyp
6. Raz dva
7. Dítě (feat. Amco, Leryk, Myles Weaver)
8. Darth Vader (feat. L.D.)
9. Skit
10. Mladí a opilí
11. Rave
12. Hloub
13. Instatní čubky 2 (feat. Schyzo)
14. Dál (feat. Fosco Alma)
15. Blakklist (feat. 1210 Symphony)
16. Každej den

### Viktor Sheen – NSD (Album; 2016)[editovat | editovat zdroj]
1. NSD
2. Offline
3. Bankomat (feat. DJ Wich)
4. Picasso
5. Jenom jedna
6. Kdo jsem (feat. Refew)
7. Inbox
8. ČSA
9. Alkohol
10. Střízlivej (feat. Protiva)
11. Du parkovat
12. Lidi říkali
13. Grál (feat. Jickson)
14. Ibalgin
15. Nestíhám žít (feat. Mooza & VR)
16. Věčný

### Viktor Sheen – Jungler (Album; 2017)[editovat | editovat zdroj]
1. Planeta Opic
2. Dopis z Jungle
3. V dýmu
4. Nescafé
5. Tchibo
6. Kostry (feat. RNZ)
7. Chléb (feat. Ivanoff, Robin Zoot)
8. Vata
9. Nevidím mraky (feat. Yzomandias)
10. Vibe
11. Soriyako (feat. Jickson)
12. Správnej stav
13. Frekvence

### Viktor Sheen & Jickson – Grál (Album; 2018)[editovat | editovat zdroj]
1. Depo
2. Važ slova
3. Ben Jerrys
4. Tak přijď (feat. Yzomandias)
5. Čísla
6. Kit kat (feat. Kamil Hoffmann)
7. Voliéry (feat. Robin Zoot)
8. Karusel
9. Quattro Formaggi (feat. Robin Zoot)
10. První sníh (feat. Hasan)
11. Skit (album Grál)
12. 46
13. Poslední grál (feat. Nik Tendo)

### Viktor Sheen – Černobílej svět (Album; 2019)[editovat | editovat zdroj]
1. Černobílej svět
2. Demons (feat. Nik Tendo)
3. Zlato
4. Nápisy
5. Deja Vu (feat. Yzomandias)
6. Rip (feat. Karlo)
7. Až na měsíc (feat. Hasan, Calin & Nik Tendo)
8. Barvy
9. Andělé (skit)
10. Příběhy
11. Alkohol a Molly
12. Cizí sny (feat. Luisa)
13. 3 колеса (feat. Ivanoff)
14. Nekonečno
15. Mráz

### Viktor Sheen – Barvy (Album; 2020)[editovat | editovat zdroj]
1. ice baby
2. Poslední přání
3. Alucard
4. Siri
5. Kolik (feat. Yzomandias)
6. Plastic
7. Mlha
8. Rozdělený světy
9. Kruh (feat. Duch)
10. Wild Hunt (feat. Jickson)
11. Sunset Boulevard
12. Stejnej druh
13. 100
14. Bál
15. V pekle
16. Já vidím barvy

## Особисте життя
Сім'я Віктора родом з Казахстану.
У квітні 2019 року у нього народилася дочка Вікторія.
Він займається боксом, а також є шанувальником ММА.

### Зовнішні посилання
- Віктор Шин у соцмережі «Facebook»
- Віктор Шин  у соцмережі «Instagram»
- Канал Віктор Шин на YouTube

1. ↑  Veselý K. Ráno bolest, v noci kóma. Karel Veselý o smutných mladých mužích českého rapu // Novinky.cz — Borgis, Seznam.cz, 2020.